# Hudson Hawk
Hudson Hawk é um filme de comédia de ação estadunidense de 1991 dirigido por Michael Lehmann. Bruce Willis estrela no papel-título e também co-escreveu a história. Danny Aiello, Andie MacDowell, James Coburn, David Caruso, Lorraine Toussaint, Frank Stallone, Sandra Bernhard, e Richard E. Grant também são destaque.
O filme live action faz uso pesado de estilo-cartoon pastelão, incluindo efeitos sonoros, o que aumenta a assinatura do humor surreal do filme. A trama combina material baseado em teorias da conspiração, sociedades secretas, e mistérios históricos, bem como estranha tecnologia "clockpunk" à la filmes de Coburn como Our Man Flint da década de 1960.
Um enredo recorrente no filme tem Hudson e seu parceiro Tommy "Five-Tom" (Aiello) cantando canções simultaneamente, mas em separado, ao mesmo tempo em que sincronizam suas façanhas. Willis-Aiello fazem duetos de "Swinging on a Star" de Bing Crosby e "Side by Side" de Paul Anka que estão presentes na trilha sonora do filme.

## Sinopse
Conhecido arrombador é coagido a roubar três obras de Leonardo da Vinci que, juntas, revelam o segredo da transmutação do metal em ouro, mas a CIA entra em cena, bem como uma jovem que trabalha para o Vaticano.

## Elenco
- Bruce Willis como Eddie Hawkins/Hudson Hawk[11]
- Danny Aiello como Tommy "Five-Tone" Messina
- Andie MacDowell como Anna Baragli
- James Coburn como George Kaplan
- Sandra Bernhard como Minerva Mayflower
- Richard E. Grant como Darwin Mayflower
- Donald Burton como Alfred
- Andrew Bryniarski como Butterfinger
- David Caruso como Kit Kat
- Lorraine Toussaint como Almond Joy
- Don Harvey como Snickers
- Doug Martin como Igg
- Steve Martin como Ook
- Leonardo Cimino como O Cardeal
- Frank Stallone como Cesar Mario
- Carmine Zozzara como Antony Mario
- Emily Eby como Peppermint Patty
- William Conrad como O Narrador

## Trilha sonora
Música composta e conduzida por Robert Kraft e Michael Kamen para o filme. Lançado pela Varèse Sarabande em 1991, há onze faixas no total.
1. "Hudson Hawk Theme" - Dr. John (05:38)
2. "Swinging on a Star" - Bruce Willis e Danny Aiello (02:53) - Cantado em ordem incorreta de versos (o enredo do filme refere-se ao comprimento da trilha original, 5:32)
3. "Side by Side" - Bruce Willis e Danny Aiello (02:18) (o enredo do filme refere-se ao comprimento da trilha original como 6:00)
4. "Leonardo" (04:55)
5. "Welcome to Rome" (01:46)
6. "Stealing the Codex" (01:58)
7. "Igg and Ook" (02:22)
8. "Cartoon Fight" (02:54)
9. "The Gold Room" (05:57)
10. "Hawk Swing" (03:41)
11. "Hudson Hawk Theme" (instrumental) (05:18)

A canção "The Power" de Snap! é destaque, embora não incluída na trilha sonora, quando Hudson Hawk é levado pela primeira vez para a sede dos Mayflowers. Minerva Mayflower, interpretada por Sandra Bernhard, está sentada em uma mesa cantando a música enquanto joga em seus fones de ouvido.

## Recepção
O filme recebeu críticas negativas em geral, com um podre 24% em Rotten Tomatoes com base em 33 comentários. Para o crítico brasileiro Renzo Mora este filme integra um dos 25 piores de todos os tempos.
O filme também não foi um sucesso de bilheteria, em parte porque o filme foi concebido como uma comédia absurda, mas foi comercializado como um filme de ação, um ano após o sucesso de Die Hard 2. Quando o filme chegou ao vídeo caseiro com a etiqueta "Catch The Adventure, capturar a emoção, Catch The Hawk" foi alterado para "Catch The Adventure, Catch The Laughter, Catch The Hawk".

## Prêmios

### Framboesa de Ouro
Ele recebeu três prêmios do Framboesa de Ouro para Pior Diretor (Michael Lehmann), Pior Roteiro e Pior Filme com indicações adicionais para Pior Ator (Bruce Willis), Pior Ator Coadjuvante (Richard E. Grant) e Pior Atriz Coadjuvante (Sandra Bernhard). Em sua autobiografia, With Nails, Richard E. Grant diariza a produção do filme em detalhes, observando a natureza ad hoc da produção e extensa reescrita do roteiro e enredo durante a filmagem real. Willis passou a se tornar uma das principais estrelas de bilheteria da década de 1990, mas não fez quaisquer incursões em roteiro.

## Efeito sobre a TriStar Pictures
Hudson Hawk tem a dúbia distinção de ser o último filme produzido pela TriStar Pictures antes de serem comprados e se fundirem com a Columbia Pictures (que estava passando por dificuldades financeiras semelhantes). Porque Hawk (em conjunto com outros filmes mal sucedidos do mesmo estúdio) havia perdido tanto dinheiro, a Sony Corporation teve que salvar TriStar através da compra de seu estoque remanescente, e através da reorganização da empresa como parte do recém-formado Sony Pictures Entertainment. Tal como acontece com a United Artists, quando foram comprados pela MGM, Columbia e TriStar e foram autorizados a manter seus próprios logotipos, e para continuar a fazer filmes sob seus próprios nomes.
TriStar foi formada primeiro em circunstâncias semelhantes: com estoque comprado de agora extinta ITC Entertainment de Lew Grade, após o fracasso dispendioso dos quatro filmes ambiciosamente caros: Can't Stop the Music, The Legend of the Lone Ranger, Raise the Titanic, e Saturn 3.